# Tua Tagovailoa

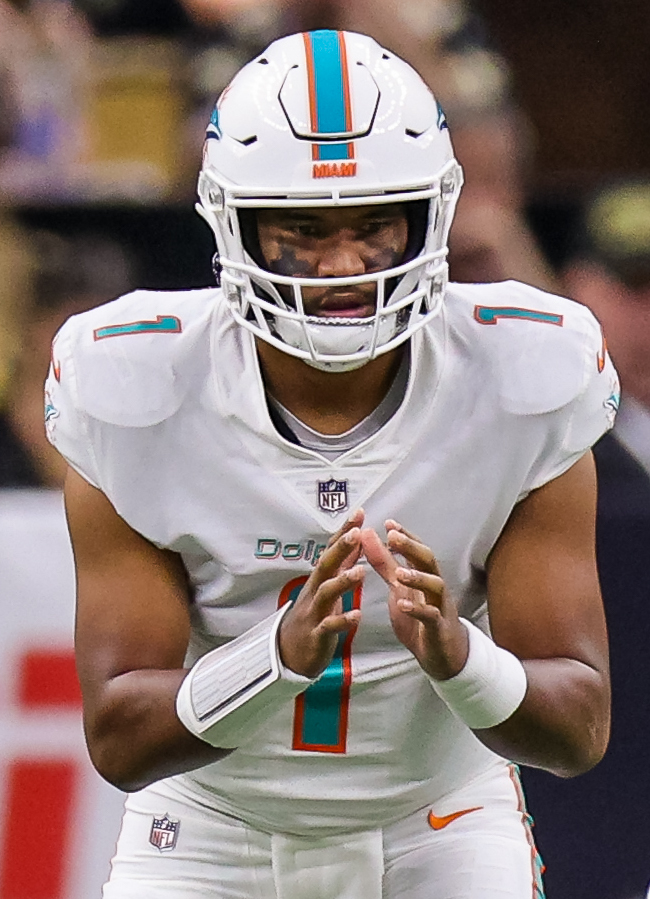
Tua Tagovailoa 2021.

Tuanigamanueolepola Donny "Tua" Tagovailoa, född 2 mars 1998 i Ewa Beach, Hawaii, är en amerikansk utövare av amerikansk fotboll (quarterback). Han spelar sedan 2020 för Miami Dolphins i NFL.
Tagovailoa spelade collegefotboll vid University of Alabama. Han draftades 2020 i första omgången av Miami Dolphins.